# Studio Makkink & Bey

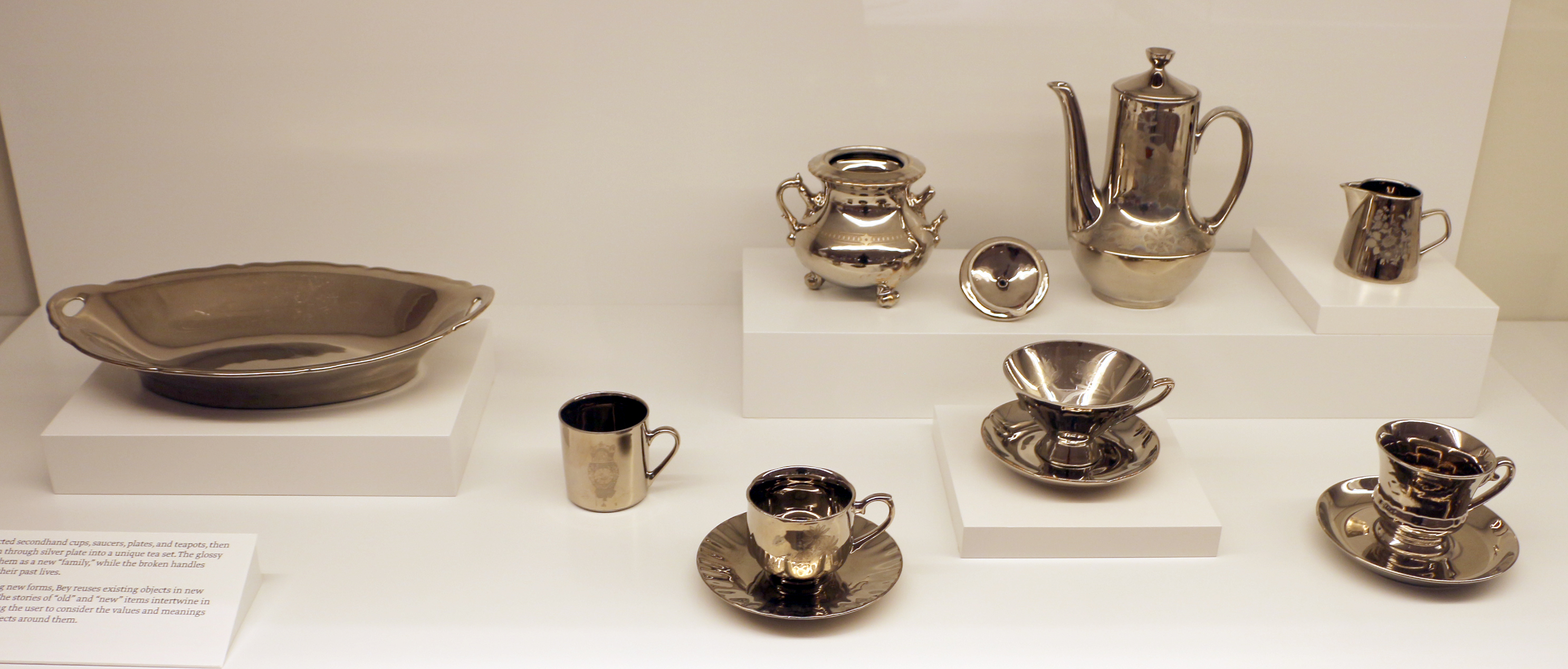
Service à thé "Broken Family", argent plaqué sur céramiques existantes, design Jurgen Bey pour Makkink & Bey

Makkink & Bey est un studio d'architecture et de design basé à Rotterdam et à Noordoostpolder. Le studio a été fondé en 2002 et est dirigé par les architectes et designers Rianne Makkink et Jurgen Bey. Makkink & Bey est actif dans le domaine des arts appliqués, ainsi que dans l'architecture paysagère, le design, l'architecture et la scénographie.

## Fondateurs
Rianne Makkink et Jurgen Bey sont directeur artistique de la marque de design Prooff, fondée en 2006 et dont la premier produit est EarChair, conçu par Jurgen Bey. Makkink & Bey créent également des modèles pour Droog Design.
Jurgen enseigne au Royal College of Art à Londres. Depuis 2010, il est le directeur de la Sandberg Instituut d'Amsterdam. Rianne enseigne dans diverses académies, elle a été professeur d'architecture à l'Université de Gand et enseigne à la Design Academy Eindhoven.

## Prix (sélection)
- 2009 - Nomination pour le Rotterdam Designprijs, pour Prooff Lab[6]
- 2007 - Nomination pour le Rotterdam Designprijs, pour le meilleur studio[7]
- 2005 - Prins Bernard Cultuurfonds Prijs, pour son œuvre complète[8]
- 2005 - Harrie Tillieprijs, du Stedelijk Museum Roermond, pour son œuvre complète[8]
- 2003 - Nomination pour le Rotterdam Designprijs, pour LinnenkasThuis[9]
- 2003 - Elle Deco Award Lighting and Accessories, pour le luminaire Shade Shade

## Collections
Les réalisations du Studio Makkink & Bey sont inclus dans les collections de design de plusieurs musées néerlandais, y compris le Musée Boijmans Van Beuningen et Centraal Museum Utrecht.